# Cisticola njombe
El cistícola de Njombé (Cisticola njombe) es una especie de ave paseriforme de la familia Cisticolidae endémica del sur de la región de los Grandes Lagos de África.

## Distribución y hábitat
Se encuentra únicamente en las montañas aledañas al sureste del lago Tanganica y el norte del lago Malaui, distribuido por el norte de Malaui, el suroeste de Tanzania y el noreste de Zambia.
Su hábitat natural son los herbazales y las zonas de matorral de montaña.